# Pojok (Mojogedang)
Pojok is een bestuurslaag in het regentschap Karanganyar van de provincie Midden-Java, Indonesië. Pojok telt 5157 inwoners (volkstelling 2010).